# كايزرسبرغ
كايزرسبرغ هي بلدة تاريخية تقع في منطقة ألزاس شمال شرق فرنسا.